# Nelly Sachs
Pour les articles homonymes, voir Sachs.

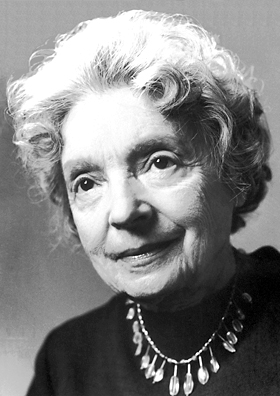
Nelly Sachs en 1966

Leonie Nelly Sachs, née le 10 décembre 1891 à Schöneberg (aujourd'hui Berlin-Schöneberg) et morte le 12 mai 1970 à Stockholm, est une poétesse suédoise, juive, de langue allemande du XXe siècle. Elle a également traduit en allemand des anthologies de poésie suédoise.

## Biographie

### Jeunesse
Nelly Sachs (Sachs est la retranscription de l’acronyme זק"ש pour zera kedoshim, engeance de saints, c’est-à-dire martyrs) naît en 1891 à Schöneberg (Berlin). Enfant unique de l’ingénieur, inventeur et fabricant de Gutta-percha et de gomme George William Sachs (1858-1930) et de sa femme Madame Margarete, née Karger (1871-1950), elle a vécu au sein d'une famille allemande assimilée juive de la grande bourgeoisie. Jeune, elle rêve de devenir danseuse. Ce n’est que quelques années plus tard que commençe sa passion pour la poésie allemande et l’écriture d’histoires. Pour des raisons de santé, elle suit d’abord trois ans de cours particuliers, avant d’entrer à l'École supérieure pour jeunes filles (Höhere Töchterschule (de)) en 1903, où elle obtient cinq ans plus tard son Einjähriges, l'équivalent du diplôme d'études secondaires de l'époque (Mittlere Reife (de)).

### Première histoire
Nelly Sachs écrit sa première histoire à l’âge de 17 ans. En 1921, son premier recueil de poèmes paraît avec l’aide de l’écrivain Stefan Zweig sous le titre Legenden und Erzählungen (Légendes et contes), soit le même titre que revêt la traduction d’un recueil de 14 histoires de la poétesse suédoise Selma Lagerlöf. Ces premières histoires, teintées de mélancolie, sont encore très empreintes d'une influence néoromantique et gravitent autour des thèmes de la nature et de la musique.
Elle vivait alors une vie retirée avec ses parents et ne prit que très peu part à la vie en société des années 1920. À la fin de la décennie, ses histoires furent publiées dans différents journaux berlinois. Les critiques et le public appréciaient tous deux la poésie de Sachs.

### Shoah et exil en Suède
Elle vit douloureusement les persécutions nazies, et échappa au régime en mai 1940, grâce à Selma Lagerlöf, dont l'œuvre la fascinait depuis son très jeune âge et avec qui elle entretenait une relation épistolaire,,. Elle trouve ainsi refuge avec sa mère à Stockholm, qu'elle ne quitte plus jusqu'à sa mort. Plusieurs membres de sa famille sont cependant victimes des camps nazis. Les terreurs qu'elle vécut alors et le drame des camps de concentration la marquent profondément et altèrent fortement sa santé mentale. Son œuvre naîtra de la Shoah, et fera d'elle l’une des poétesses majeures du XXe siècle. Son premier recueil, qui parut en 1946 et qui est intitulé Dans les demeures de la mort, traite de la nuit, du souvenir et de l'exil,.
Elle obtient le prix Nobel de littérature en 1966 « pour sa remarquable œuvre lyrique et dramatique qui interprète le destin d'Israël avec sensibilité et force ». Elle partage ce prix avec Shmuel Yosef Agnon. Elle meurt quatre ans plus tard, quelques semaines après Paul Celan dont elle fut l'amie et avec qui elle entretint une riche correspondance de 1954 à 1969 – dialogue à vif où s'échangent à la fois les tourments de la maladie, les questionnements poétiques, les drames personnels et historiques. Un recueil de leur correspondance fut publié en allemand pour la première fois par les éditions Suhrkamp en 1992 à Frankfort sous le titre « Paul Celan – Nelly Sachs, Briefwechsel (Herausgegeben von Barbara Wiedemann) ». La traduction française de l'échange épistolaire se fit par la suite par Mireille Gansel, publiée aux éditions Belin en 1999.
Nelly Sachs est inhumée au cimetière du Nord dans le comté de Stockholm en Suède.

## Œuvre
L'œuvre de Nelly Sachs, du romantisme allemand qui trouve autant son inspiration dans la Bible que la kabbale et le hassidisme, s'inscrit dans la rupture provoquée par l'arrivée du nazisme en Europe, et les exils, les déchirements et les deuils provoqués par cet événement. Les dernières années de Sachs sont marquées par la maladie physique et sa lutte contre la maladie mentale. Cependant, même si son écriture, née de la douleur et du drame, affirme la volonté de « donner une stèle de paroles » aux morts dont on a voulu la disparition totale, la poétesse exprime malgré tout une part d'espoir et le besoin de croire à l'avenir, d'être présent au monde, si infernal soit-il. C'est dans la relecture incessante de la Bible, entre autres textes, qu'elle puise cette capacité à croire encore en l'humanité.
En France, on doit la découverte de son œuvre à Maurice Nadeau qui, le premier, publie des textes traduits jusqu'alors par Lionel Richard. La traduction entreprise depuis la fin du siècle dernier par Mireille Gansel et publiée par les éditions Verdier regroupe en trois volumes l'ensemble des textes écrits de 1943 jusqu'à la disparition de Nelly Sachs.

## Liste des œuvres traduites en français
- Brasier d'énigmes et autres poèmes, trad. de l'allemand par Lionel Richard, Paris, Denoël, 1967.
- Présence à la nuit: Poèmes présentés et adaptés de l'allemand, Paris, Gallimard, trad. de l'allemand par Lionel Richard, Paris, Gallimard, 1969.
- Eli / Lettres / Énigmes en feu, trad. de l'allemand par Martine Broda, Hans Hartje et Claude Mouchard, Paris, Belin, 1990.
- Correspondance Nelly Sachs-Paul Celan, trad. de l'allemand par Mireille Gansel, Paris, Belin, 1999.
- Éclipse d'étoile, précédé de Dans les demeures de la mort, trad. de l'allemand par Mireille Gansel, Paris, Verdier, 1999 [respectivement: 1949 / 1946].
- Exode et métamorphose, précédé de Et personne n’en sait davantage, trad. de l'allemand par Mireille Gansel, Paris, Verdier, 2002 [respectivement: 1959 / 1946].
- Partage-toi, nuit, précédé de Toute poussière abolie, La mort célèbre encore la vie, Énigmes ardentes et Elle cherche son bien-aimé et ne le trouve pas, trad. de l'allemand par Mireille Gansel, Paris, Verdier, 2005. [respectivement: 1966-1970 / 1961 / ?? / 1963-1966 / 1966]
- Lettres en provenance de la nuit, trad. de l'allemand par Bernard Pautrat, Paris, Allia, 2010.

## Prix et reconnaissance
- Parc Nelly Sachs, Stockholm
- Prix Nelly-Sachs de traduction littéraire
- Le Prix Nelly-Sachs est un prix littéraire décerné par la ville de Dortmund en Allemagne en l'honneur de l'écrivaine Nelly Sachs. Il est décerné tous les deux ans en décembre.